# Georgy Konstantinovitj av Ryssland
Georgy Konstantinovitj av Ryssland, född 1903, död 1938, var en rysk storfurste. Han var son till storfurst Konstantin Konstantinovitj, sonson till tsar Nikolaj I av Ryssland. 